# Ion Rotaru (critic literar)
Ion Rotaru (n. 11 septembrie 1924, Valea lui Ion, Bacău – d. 18 decembrie 2006, București) a fost un critic literar român, profesor la Facultatea de Litere din cadrul Universității din București. Lucrarea sa cea mai cunoscută (care a fost și teza sa de doctorat) este O istorie a literaturii române, de la origini până în 1984 (vol I-III, 1971-1987).

## Alte opere
- Eminescu și poezia populară, 1965
- O istorie a literaturii române, vol. I, Ed. Minerva, București, 1971
- Valori expresive în literatura română veche, 1976
- Forme ale clasicismului în poezia românească până la Vasile Alecsandri, 1979
- Literatura română veche, 1981
- O istorie a literaturii române, vol. III: 1944-1984, Ed. Minerva, București, 1987
- O istorie a literaturii române. Vol. III. De la Junimea până la primul război mondial, Ed. Porto-Franco, Galați, 1996
- Istorie a literaturii române de la origini până în prezent, ediția a II-a, Fundația „Academia Dacoromana”, 2009